# President de Camerun

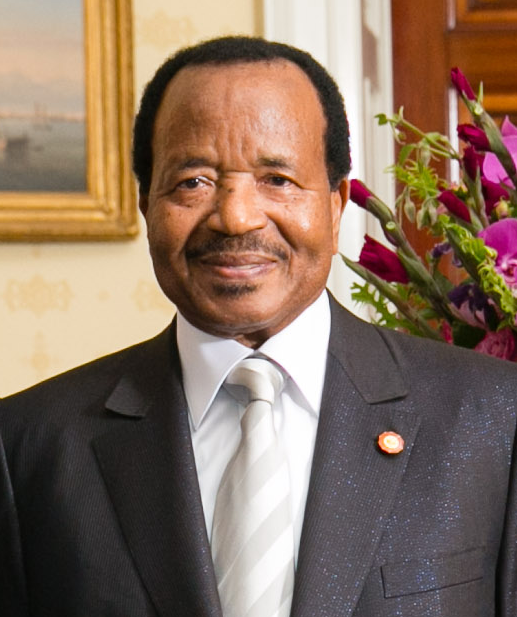
Fotografia de Paul Biya, president del Camerun.

El president del Camerun és el cap d'estat executiu i cap de govern de facto del Camerun i és el comandant en cap de les Forces Armades del Camerun. L'autoritat de l'Estat l'exerceix tant el President com el Parlament.
L'oficina del president del Camerun es va establir el 1960, després de la independència del país de França. El càrrec va ser ocupat per Ahmadou Ahidjo del 5 de maig de 1960 al 6 de novembre de 1982 i després per Paul Biya des del 6 de novembre de 1982.

## Llista de presidents del Camerun, 1960-present
| Candidat                                             | Candidat                       | festa                                            | Vots      | %      |
| ---------------------------------------------------- | ------------------------------ | ------------------------------------------------ | --------- | ------ |
|                                                      | Paul Biya                      | Moviment Democràtic Popular del Camerun          | 2.521.934 | 71,28  |
|                                                      | Maurice Kamto                  | Moviment renaixentista del Camerun               | 503.384   | 14.23  |
|                                                      | Cabral Libii                   | Univers                                          | 222.020   | 6.28   |
|                                                      | Josué Osih                     | Front socialdemòcrata                            | 118.706   | 3.36   |
|                                                      | Adamou Ndam Njoya              | Unió Democràtica del Camerun                     | 61.220    | 1,73   |
|                                                      | Garga Haman Adji               | Aliança per a la Democràcia i el Desenvolupament | 55.048    | 1,56   |
|                                                      | Frankline Njifor Afanwi        | Moviment Nacional Ciutadà del Camerun            | 23.687    | 0,67   |
|                                                      | Serge Espoir Matomba           | Pobles Units per la Renovació Social             | 19.704    | 0,56   |
|                                                      | Akere Muna                     | Ara!                                             | 12.262    | 0,35   |
| Total                                                | Total                          | Total                                            | 3.537.965 | 100.00 |
|                                                      |                                |                                                  |           |        |
| Vots vàlids                                          | Vots vàlids                    | Vots vàlids                                      | 3.537.965 | 98,53  |
| Vots en blanc/no vàlids                              | Vots en blanc/no vàlids        | Vots en blanc/no vàlids                          | 52.716    | 1.47   |
| Total de vots                                        | Total de vots                  | Total de vots                                    | 3.590.681 | 100.00 |
| Electors inscrits/participació                       | Electors inscrits/participació | Electors inscrits/participació                   | 6.667.754 | 53,85  |
| Font: Camerlex Arxivat 2020-09-30 a Wayback Machine. |                                |                                                  |           |        |